# محمد الجفان
محمد الجفان (1949 - 6 أبريل 2015)، هو إعلامي مذيع مغربي، يُعد صوتا إذاعيا من العيار الثقيل استهوى الأسماع لعقود، كما يعتبر واحدا من أهم الأصوات الإذاعية التي أنجبها المغرب ومن أشهر مقدمي الأخبار في الإذاعة الوطنية والتلفزة المغربية وفي قناة «MBC»، إشتهر بصوته الجميل القوي. هو من الإعلاميين المغاربة الرواد الذين استطاعوا أن يزاوجوا بنجاح بين الأعمال التلفزية والإذاعية، إذ كان من بين الإعلاميين المغاربة الأوائل الذين اشتغلوا بالفضائيات العربية، بالنظر إلى أدائه المتميز بالاستوديوهات المركزية للقناة الفضائية «مركز تلفزيون الشرق الأوسط» بالعاصمة البريطانية لندن.
إلتحق بالإذاعة الوطنية والقناة التلفزية الأولى في العام 1967، وكان مقدما للأخبار بالإذاعة والتلفزة في الفترة ما بين 1974 و1986، وانتقل إلى لندن في التسعينات من القرن العشرين للعمل في تلفزيون الشرق الأوسط، وعين في العام 2006 رئيسا لقسم التنسيق مع الإذاعات الجهوية وهو المنصب الذي شغله إلى غاية تقاعده في ديسمبر 2009.

## حياته العائلية
هو زوج الصحفية مليكة الصحراوي وله ولدان.

## وفاته
توفي الإثنين 6 أبريل 2015، إثر معاناة طويلة مع المرض ألمت به، حيث دخل غرفة الإنعاش بالمستشفى العسكري بالرباط منذ أيام بسب أزمة صحية. وشيعت جنازته بعد صلاة عصر يوم الثلاثاء 7 أبريل من مسجد السنة بالرباط، إلى مقبرة الشهداء بالرباط.  